# Arrondissement di Saint-Pierre (Martinica)
L'arrondissement di Saint-Pierre è una suddivisione amministrativa francese, situata nel dipartimento d'oltremare francese della Martinica.

## Composizione
L'arrondissement di Saint-Pierre raggruppa 8 comuni in 5 cantoni:
- Cantone di Le Carbet
- Cantone di Case-Pilote-Bellefontaine
- Cantone di Le Morne-Rouge
- Cantone di Le Prêcheur
- Cantone di Saint-Pierre